# Стульчин, Виктор Юрьевич
Виктор Юрьевич Стульчин (2 февраля 1956, Ворошиловград, Украинская ССР, СССР) — советский и украинский футболист, нападающий, полузащитник. Мастер спорта СССР (1974).

## Биография
Футболом начал заниматься в СДЮШОР «Заря» (Ворошиловград), первый тренер В. И. Коваленко. Затем продолжил обучение в луганском спортинтернате под руководством В. Я. Фисенко и Ю. М. Ращупкина. Победитель республиканского турнира на приз «Кожаный мяч» 1970 году в составе команды «Орешек». Выступал за команды мастеров «Заря» Ворошиловград (1973—1977, 1980—1982), СКА Ростов-на-Дону (1978—1979), «Судостроитель» Николаев (1983). В высшей лиге сыграл 83 игры, забил 6 мячей. Затем играл в чемпионате УССР за «Сокол» Ровеньки, в областных соревнованиях за «Станкоротор» Ивановка, «Шахтёр» Луганск.
Финалист Кубка СССР 1974.